# Hussein Saeed
Hussein Saeed Mohammed Al-Ubaidi (em árabe حسين سعيد محمد العبيدي‎‎, nascido em 21 de janeiro de 1958) é um ex-futebolista iraquiano, que atuou como atacante

## Carreira
Atou pelo Al-Talaba entre os anos de 1975 e 1990, marcando 122 gols. 

## Seleção
Saeed também foi destaque na Seleção Iraquiana de Futebol, onde marcou 78 gols e é considerado juntamente com Ahmed Radhi como um dos maiores jogadores de todos os tempos. Foi o 16º presidente da Federação Iraquiana de Futebol entre 2004 e 2011. 

## Títulos
Al-Talaba
- Iraqi Premier League: 1980–81, 1981–82, 1985–86
- Bangalore Championship: 1984

Iraque
- Campeonato Asiático Sub-19: 1977
- World Military Cup: 1979
- Gulf Cup of Nations:  1979, 1984
- Medalha de Ouro nos Jogos Asiáticos: 1982